# Hahniidae
Hahniidae – rodzina pająków z podrzędu Opisthothelae i infrarzędu Araneomorphae. Kosmopolityczna. Obejmuje 360 opisanych gatunków. W zapisie kopalnym znana od paleogenu.

## Opis

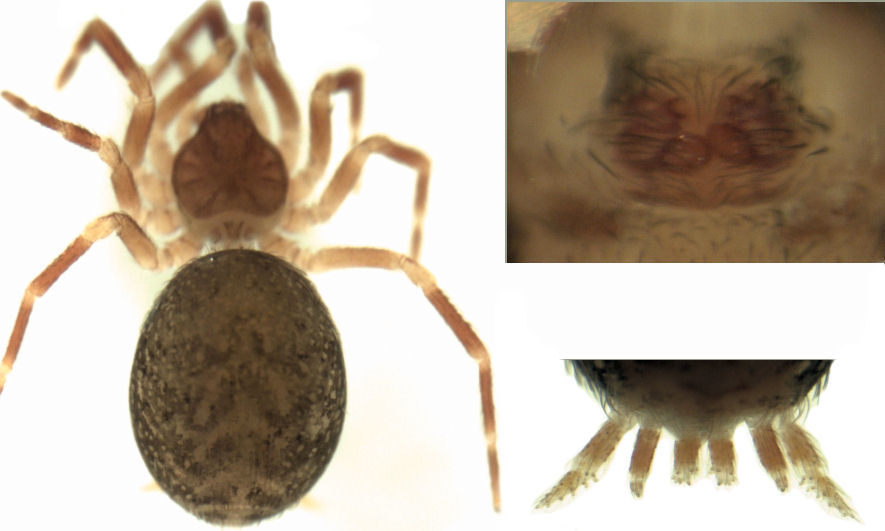
Samica nieopisanego gatunku z Nowej Zelandii. Na fotografii w prawym dolnym rogu widoczne kądziołki przędne charakterystycznie ustawione w jednym rzędzie poprzecznym.

Niewielkie pająki, osiągające od 3 do 6 mm długości ciała. Kształt ich karapaksu jest dłuższy niż szerszy i zwężony w regionie głowowym. Jamki na karapaksie są krótkie i rowkowane. Ubarwienie karapaksu najczęściej jest brązowe z ciemniejszym wzorem i czarnym obrzeżeniem. Zwykle występuje ośmioro równych rozmiarów oczu ułożonych po cztery w dwóch rzędach, ale w zaliczonej tu w 2017 grupie Cicurinia oczu może być sześć, wskutek redukcji ich przednio-środkowej pary. Warga dolna jest szersza niż dłuższa. Szczękoczułki mają po dwa zęby po każdej stronie bruzdy oraz serię listewek na powierzchniach bocznych, służącą za narząd strydulacyjny. Kształt sternum jest ścięty z przodu i zwężony w szpic z tyłu. Odnóża kroczne są zwieńczone trzema pazurkami. Owalna opistosoma (odwłok) pozbawiona jest siteczka przędnego, a przetchlinki ma umieszczone w połowie odległości między otworem genitalnym a kądziołkami przędnymi. Często we wzorze na opistosomie występuje podwójny rząd jasnych, ukośnych znaków na szarym tle. U typowych przedstawicieli kądziołki rozmieszczone są w pojedynczym poprzecznym rzędzie, a stożeczek jest parzysty.
Nogogłaszczki samców często oprócz apofizy retrolateralnej na goleniu, mają także wyrostek na rzepce w postaci haczyka. W aparacie kopulacyjnym embolus jest cienki, a apofyza medialna zredukowana. Samice mają płaską płytkę płciową o prostej budowie i zwykle silnie poskręcane przewody wprowadzające.

## Występowanie i biologia

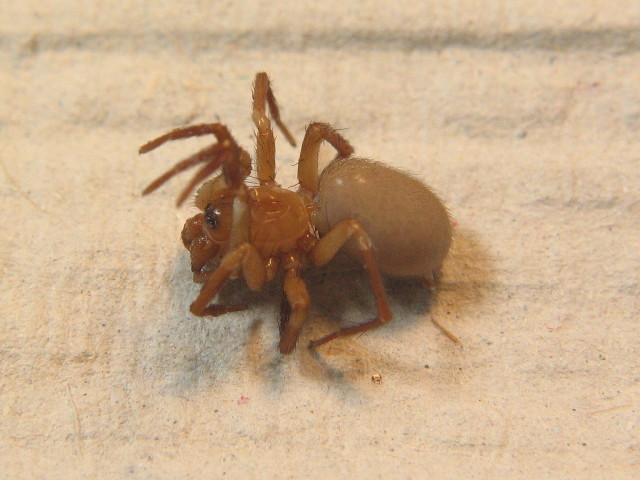
Cicurina cicur

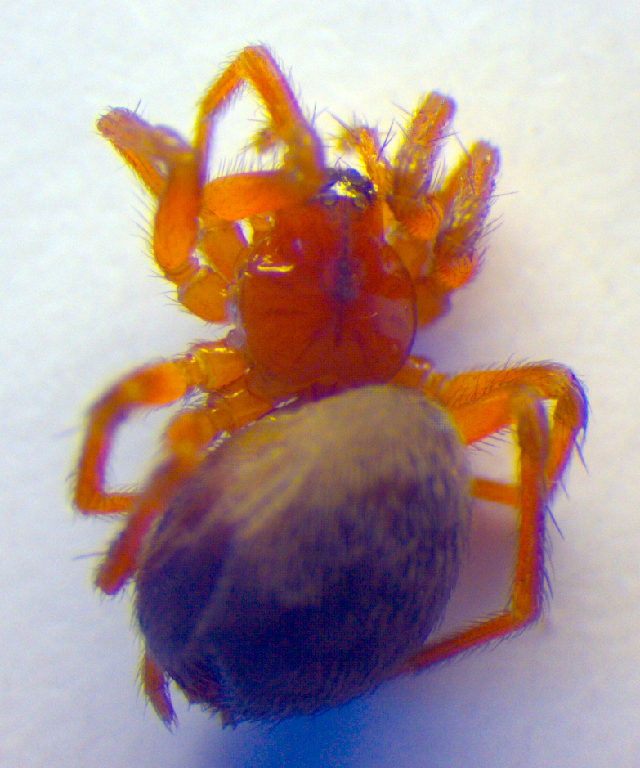
Antistea elegans

Rodzina, w tym jej podrodzina nominatywna, są kosmopolityczne. Cybaeolinae są endemitami południowej Ameryki Południowej, a grupa Cicurina ograniczona jest w swym zasięgu do Holarktyki. W Polsce, licząc według klasyfikacji po rewizji Wheelera i in. z 2017, stwierdzono 11 gatunków (zobacz: Hahniidae Polski).
Większość Hahniidae buduje delikatne sieci łowne w pobliżu powierzchni gruntu i preferuje środowiska leśne. W grupie Cicurinia znaleźć można formy myrmekofilne i troglofilne.

## Taksonomia
Rodzina ta wprowadzona została przez P. Bertkau w 1878 roku. W 1897 E. Simon sklasyfikował ją jako podrodzinę w obrębie lejkowcowatych. W 1967 P.T. Lehtinen umieścił w obrębie Hahniidae trzy podrodziny: Hahniinae, Cybaeolinae oraz Cryphoecinae, te ostatnie przenosząc doń z lejkowcowatych. Autor ten klasyfikował Hahniidae w nadrodzinie Amaurobioidea. W 1991 J.A. Coddington i H.W. Levi sklasyfikowali je z kolei w Dictynoidea. W 2004 J. Wunderlich umieszczał Hahniinae jako podrodzinę w obrębie ciemieńcowatych. Grupa Cicurina (rodzaje Cicurina, Chorizomma i Mastigusa) została przeniesiona w 1967 przez P. Lehtinena z lejkowcowatych do ciemieńcowatych, a w 2015 wyniesiona do rangi rodziny Cicurinidae przez J.A. Murphy’ego i M.J. Roberts. Do Hahniidae przenieśli ją w 2017 W. Wheeler i współpracownicy na podstawie analizy filogenetycznej, jednocześnie Cryphoecinae przenosząc z Hahniidae do Cybaeidae. Po zmianach wprowadzonych w 2017 do Hahniidae należą trzy grupy: Hahniinae, Cybaeolinae i grupa Cicurina. Monofiletyzm Hahniinae oraz kladu obejmującego Hahniinae i Cybaeolinae jest dobrze wsparty, ale wsparcie dla monofiletyzmu całej rodziny w wymienionym ujęciu jest umiarkowane.
Według World Spider Catalogue do ciemieńcowatych należy 360 opisanych gatunków, zgrupowanych w 23 rodzajach współczesnych oraz 3 rodzajach wymarłych:
- Alistra Thorell, 1894
- Amaloxenops Schiapelli & Gerschman, 1958
- Antistea Simon, 1898
- Asiohahnia Ovtchinnikov, 1992
- Austrohahnia Mello-Leitão, 1942
- Chorizomma Simon, 1872
- Cicurina Menge, 1871
- Cybaeolus Simon, 1884
- †Cymbiohahnia Wunderlich, 2004
- †Eohahnia Petrunkevitch, 1958
- Hahnia C. L. Koch, 1841
- Hahniharmia Wunderlich, 2004
- Harmiella Brignoli, 1979
- Iberina Simon, 1881
- Intihuatana Lehtinen, 1967
- Kapanga Forster, 1970
- Lizarba Roth, 1967
- Mastigusa Menge, 1854
- Neoantistea Gertsch, 1934
- Neoaviola Butler, 1929
- Neohahnia Mello-Leitão, 1917
- Pacifantistea Marusik, 2011
- Porioides Forster, 1989
- †Protohahnia Wunderlich, 2004
- Rinawa Forster, 1970
- Scotospilus Simon, 1886